# HMAS Perth (FFH 157)
Pour les articles homonymes, voir HMAS Perth.
Le HMAS Perth (FFH 157) est une frégate de classe Anzac de la Royal Australian Navy (RAN). Dernier navire de la classe à être achevé, il a été construit par Tenix Defence et mis en service dans la RAN en 2006. En 2007, le HMAS Perth est devenu le premier grand navire de guerre de la RAN à être commandé par une femme. En 2010 et 2011, la frégate a été utilisée comme banc d'essai pour une mise à niveau majeure de la capacité de la classe Anzac à se défendre contre les missiles antinavires.

## Conception et construction
L’origine de la classe Anzac est le plan de la RAN visant à remplacer les six destroyers d'escorte de classe River par une frégate de patrouille de capacité moyenne,,. L’industrie australienne de la construction navale était considérée comme incapable de concevoir des navires de guerre, alors la RAN a décidé de prendre une conception étrangère éprouvée et de la modifier,. À peu près à la même époque, la Royal New Zealand Navy (RNZN) cherchait à remplacer ses quatre frégates de classe Leander. Une détérioration des relations entre la Nouvelle-Zélande et les États-Unis, la nécessité d’améliorer les alliances avec les pays voisins et les points communs entre les exigences des navires de la RAN et de la RNZN ont conduit les deux nations à commencer à collaborer en 1987 en vue de l’acquisition des nouveaux navires,. Un appel d'offres a été lancé par l’Anzac Ship Project à la fin de 1986, avec 12 modèles de navires (dont un dirigeable) proposés,. En août 1987, les candidats de l’appel d’offres ont été réduits à la conception MEKO 200 de Blohm + Voss, à la classe M (plus tard classe Karel Doorman) proposée par Royal Schelde et à une frégate de type 23 de taille réduite proposée par Yarrow Shipbuilders,. En 1989, le gouvernement australien a annoncé que le constructeur naval AMECON basé à Melbourne (qui est devenu Tenix Defence) construirait le modèle MEKO 200 modifié,,. Les Australiens commandèrent huit navires, tandis que la Nouvelle-Zélande en commanda deux, avec une option non exercée pour deux autres,.
Les frégates de classe Anzac sont basées sur les frégates MEKO 200 PN (ou classe Vasco da Gama) de Blohm + Voss, modifiées pour répondre aux spécifications australiennes et néo-zélandaises et pour maximiser l’utilisation d’équipements construits localement,. Chaque frégate a un déplacement de 3600 tonnes à pleine charge. Les navires mesurent 109 mètres de long à la ligne de flottaison et 118 mètres de longueur hors tout, avec une largeur de 14,8 mètres et un tirant d'eau de 4,35 mètres à pleine charge. La propulsion est de type diesel ou gaz combinés (CODOG), avec une turbine à gaz General Electric LM2500-30 de 30172 ch (22499 kW) et deux moteurs diesel MTU 12V1163 TB83 de 8840 ch (6590 kW) entraînant deux hélices à pas variable,. La vitesse maximale est de 27 nœuds (50 km/h) et le rayon d'action maximal est de plus de 6000 milles marins (11000 km) à 18 nœuds (33 km/h). Les navires sont environ 50 % plus grands que les autres modèles MEKO 200,,. L’équipage standard d’une frégate de classe Anzac se compose de 22 officiers et 141 marins.
Lors de la conception, l’armement principal des frégates était un canon de 5 pouces/54 calibres Mark 45, complété par un système de lancement vertical Mark 41 à huit cellules pour les missiles RIM-7 Sea Sparrow ou RIM-162 Evolved Sea Sparrow, deux mitrailleuses de 12,7 millimètres (.50 pouce) et deux ensembles de tubes lance-torpilles triples Mk 32 SVTT, tirant initialement des torpilles Mark 46, mais plus tard mis à niveau pour utiliser la torpille MU90 Impact,,. Ils ont également été conçus pour, mais non dotés immédiatement, d’un système d'arme rapproché de deux Mini Typhoon, installés si nécessaire à partir de 2005, deux lanceurs de missiles antinavires Harpoon à quatre tubes (qui ont été installés sur les navires de la RAN à partir de 2005), et un deuxième lanceur Mark 41 (qui n’a pas été ajouté),,. Les frégates Anzac australiennes utilisent un hélicoptère Sikorsky S-70B-2 Seahawk. Les plans pour les remplacer par des Kaman SH-2G Super Seasprite ont été annulés en 2008 en raison de problèmes persistants,,.

## Histoire opérationnelle
Le HMAS Perth a été mis en chantier le 24 juillet 2003 à Williamstown, dans l’État de Victoria. Le navire a été assemblé à partir de six modules de coque et de six modules de superstructure. Les modules de superstructure ont été fabriqués à Whangarei, en Nouvelle-Zélande, et les modules de coque ont été construits à Williamstown et à Newcastle, en Nouvelle-Galles du Sud, avec une intégration finale à Williamstown. Il a été lancé le 20 mars 2004 et mis en service dans la RAN le 26 août 2006 à Fremantle, en Australie-Occidentale (le port le plus proche de la ville éponyme du navire). Le HMAS Perth a été le dernier navire de classe Anzac à être construit.
À la mi-2007, le commandant Michele Miller est devenue la première femme à commander un grand navire de guerre de la RAN lorsqu’elle a pris le commandement du HMAS Perth.
Le 18 janvier 2010, le HMAS Perth s’est amarré à l’Australian Marine Complex à Henderson, en Australie-Occidentale, pour être modifié dans le cadre du projet de défense antimissile antinavire . La mise à niveau, destinée à améliorer la capacité d’autodéfense antimissile antinavire de la classe, comprenait l’installation de radars à réseau phasé CEAFAR et CEAMOUNT de CEA Technologies, d’un système de recherche et de poursuite infrarouge Vampir NG et de systèmes de radar de navigation Sharpeye, ainsi que des améliorations à l’équipement et à l’aménagement de la salle des opérations. Les deux mâts de la frégate ont été remplacés. Le haut du mât arrière se trouve maintenant à 38,7 mètres, faisant du HMAS Perth le deuxième plus haut navire de la RAN,. En raison de l’équipement supplémentaire, du lest supplémentaire a été ajouté pour améliorer la stabilité de la frégate, et le pont arrière du navire a été fermé. Le poids supplémentaire a porté le déplacement à pleine charge du navire à 3 810 tonnes. Après l’achèvement de la mise à niveau en octobre 2010, le HMAS Perth a été utilisé pour tester les modifications avant qu’elles ne soient déployées sur le reste des frégates de classe Anzac australiennes. Les essais à quai et au port au HMAS Stirling ont été achevés avec succès en février 2011, et les essais en mer ont commencé le 21 février,. Le 27 avril, la frégate a navigué vers la côte est de l’Australie pour poursuivre ses essais, avec d’autres essais à effectuer au Pacific Missile Range Facility de l’United States Navy, puis pendant l’exercice Talisman Sabre. Les essais se sont terminés en juillet 2011 et le déploiement de la mise à niveau ASMD dans l’ensemble de la classe a été approuvé en novembre 2011.
En octobre 2013, le HMAS Perth a participé à l’International Fleet Review 2013 à Sydney
En février et mars 2015, un hélicoptère MH-60R Seahawk Romeo du 725e Escadron RAN a été embarqué à bord du HMAS Perth pour des essais en mer du nouvel hélicoptère.
En juin 2016, le HMAS Perth a été déployé dans la région du Moyen-Orient dans le cadre de l’opération Manitou, la force opérationnelle de la coalition visant à mettre fin aux activités criminelles telles que la piraterie et le trafic de drogue. Le HMAS Perth était la 63e rotation de navires de la Royal Australian Navy depuis 1991.
En 2017, la marine a décidé de placer le HMAS Perth en « état de préparation prolongée » à partir de décembre de la même année, car elle n’était pas en mesure de trouver un équipage pour le navire. À partir de la fin de l’année 2018, le HMAS Perth a fait l’objet d’une mise à niveau à mi-vie (AMCAP) au complexe maritime australien de Henderson, en Australie-Occidentale. En 2019, il a été rapporté que le HMAS Perth ne reprendrait pas du service avant 2021, car la marine n’avait toujours pas assez de marins pour former un équipage. L’équipage du HMAS Arunta a été transféré au HMAS Perth au début de l’année 2021, et le navire devait commencer ses essais en mer après les mises à niveau en juin de la même année.